# خليج جوادر

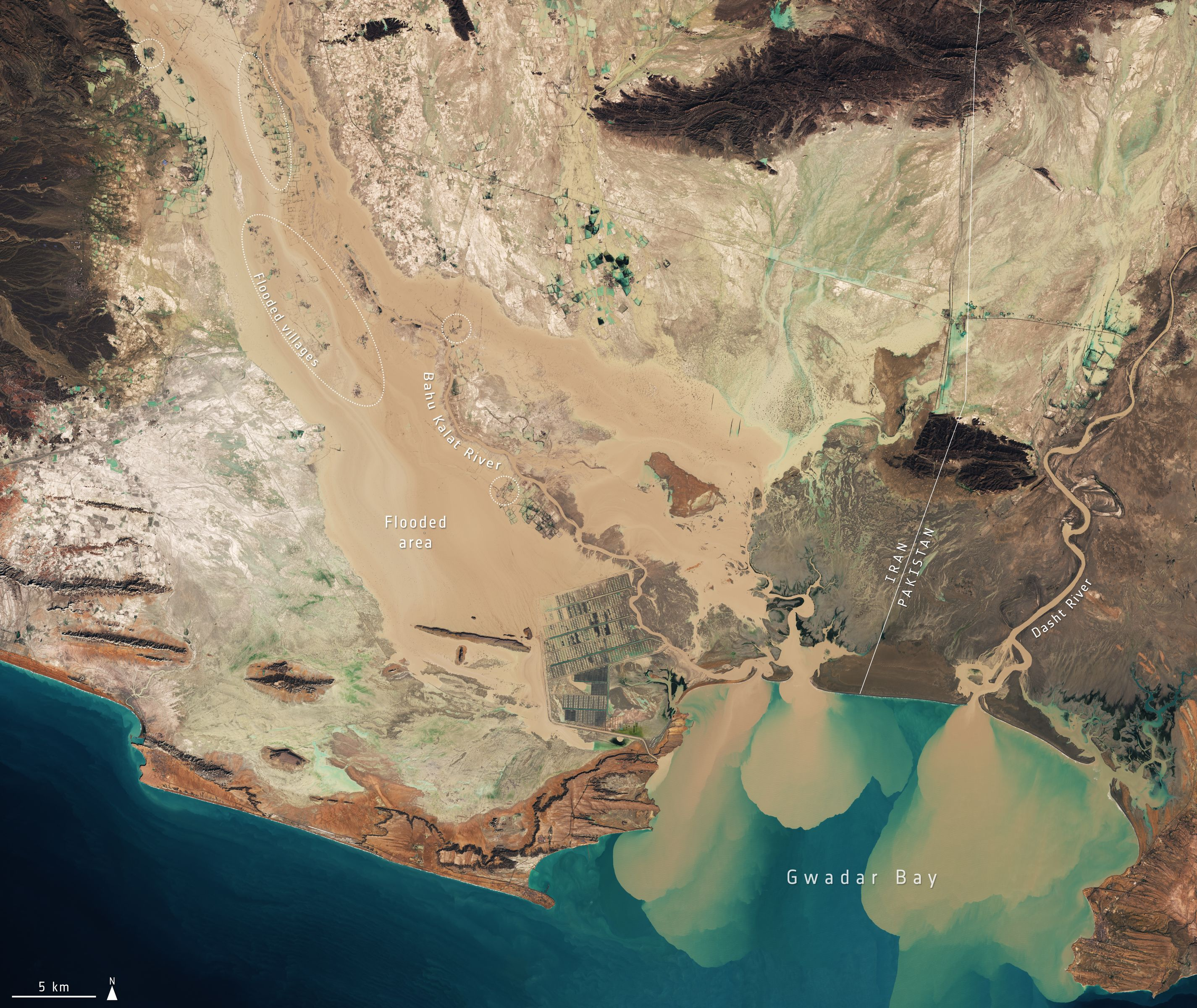
خليج جوادر

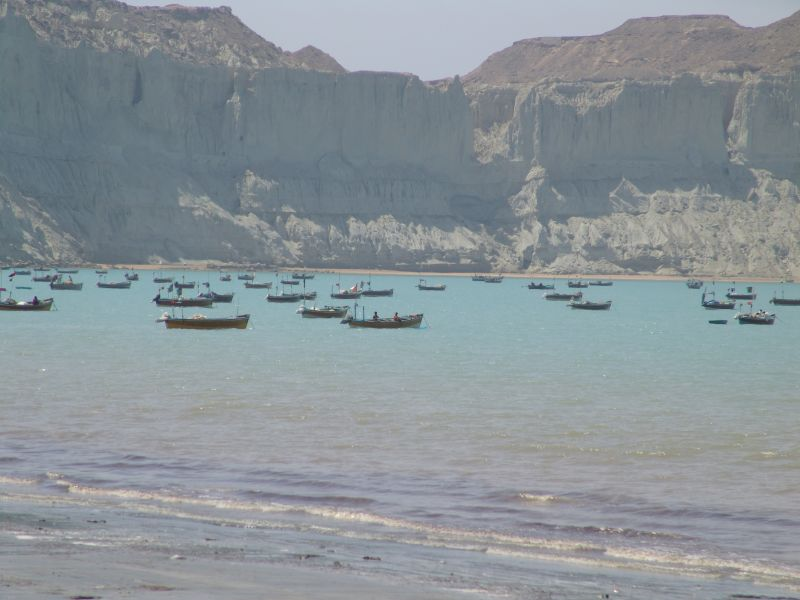
ساحل جوادر.

خليج جوادر (الأردية: خلیج گوادر) يقع في خليج عمان على الحدود البحرية بين باكستان وإيران. اشتق اسمه من اللغة الفارسية ، وهو عبارة عن مدخل لبحر العرب يمر عبر ساحل مكران الرملي على الحدود الإيرانية الباكستانية. يبلغ طوله حوالي 30 كيلومترًا (20 ميلًا) وعرضه 16 كيلومترًا (10 ميل). يصب فيه نهر دشتياري من الشمال الغربي ونهر داشت من الشمال الشرقي. تقع بلدة جيواني على الطرف الشرقي لخليج جوادر. بينما تقع مدينة جوادر الساحلية على بعد حوالي 50 كيلومترًا (30 ميلًا) إلى الشرق أما مدينة جابهار الساحلية الشقيقة فهي على بعد على بعد حوالي 100 كيلومتر (62 ميل) إلى الغرب من خليج جوادر.